# ATRAC
ATRAC (англ. Adaptive Transform Acoustic Coding) — семейство собственных алгоритмов сжатия аудио, разработанных компанией Sony. MiniDisc был первым коммерческим продуктом для внедрения ATRAC в 1992 году. Формат ATRAC позволил сделать такой сравнительно небольшой диск, как MiniDisc, и иметь такое же время записей, как и CD, при хранении аудио с минимальной потерей качества. Затем последовали улучшения кодеков: ATRAC3, ATRAC3plus и ATRAC Advanced Lossless в 1999, 2002 и 2006 годах соответственно.
Другие производители MiniDisc, такие как Sharp и Panasonic, также реализовали свои собственные версии кодека ATRAC.

## История
ATRAC был разработан Sony для формата MiniDisc. Формат был обновлен до версии 2, затем версии 3, 4, 4.5, а также Type R и Type Site.
Первым крупным обновлением был ATRAC3 (не путать с версией 3 оригинального ATRAC) в 1999 году. ATRAC3 использовался на MiniDisc, а также на Network Walkman и Vaio Music Clip. ATRAC3plus был выпущен в 2003 году для Hi-MD, но также был совместим с некоторыми устройствами PlayStation, VAIO и Xplod.
31 марта 2008 года Sony практически прекратила использование ATRAC в Соединенных Штатах и Европе, а также в своем музыкальном магазине Connect Music Store (аналог iTunes Store от Sony). Отчасти это было связано с низкой распространенностью формата, поскольку статистика говорила, что 90% европейских пользователей Walkman не использовали ATRAC. Цифровые проигрыватели Walkman за пределами Японии больше не работают с ATRAC после сентября 2007 года.
ATRAC9 был разработан для PlayStation и дебютировал с PlayStation Vita. Этот кодек используется на таких консолях, как PS4 и PS5.

## Производительность
Кодеки ATRAC были разработаны в тесном сотрудничестве с разработчиками интегральных схем в Sony с целью создания продукта, способного кодировать на высоких скоростях и с минимальным энергопотреблением. Это контрастирует с другими кодеками, разработанными для компьютеров без учета ограничений портативного оборудования.
Это отражено в дизайне кодеков ATRAC, которые делают упор на одновременную обработку небольших групп отсчётов для экономии памяти ценой эффективности сжатия и дополнительных умножений. Эти компромиссы логичны для систем DSP, где память часто была на первом месте по сравнению с производительностью умножителя.
Плееры Sony Walkman обеспечивают большее время автономной работы при воспроизведении файлов ATRAC, чем при воспроизведении MP3-файлов.

## Поддержка программами
FFmpeg имеет реализацию декодера ATRAC1. Также, в FFmpeg реализован декодер ATRAC3, который был реализован в прошивках серии Rockbox для процессоров ARM, Coldfire и MIPS. С 2018 года, FFmpeg имеет в своём составе декодер ATRAC9. Программы, использующие libavcodec для декодирования форматов также могут поддерживать это семейство кодеков. Например, VLC поддерживает воспроизведение ATRAC3.
RealAudio 8 — это реализация ATRAC3 с высоким битрейтом (до 352,8 кбит/с). Atracdenc — это реализация кодера, совместимого с ATRAC3, с открытым исходным кодом, который также может использовать контейнер RealAudio.
Начиная с бета-версии 4.50.2023 проигрыватель AIMP поддерживает формат ATRAC3 для воспроизведения.